# Die Finsternis dieser Welt
Die Finsternis dieser Welt (englischer Titel „This Present Darkness“) ist ein christlicher Roman von Frank E. Peretti. Die englische Originalausgabe erschien 1986 bei Crossway Books, die deutsche Übersetzung ist im Programm von Gerth Medien. Es war Peretti erster Roman für Erwachsene. Das Buch enthält viele im gegenwärtigen charismatischen Christentum weit verbreitete Ansichten über Engel, Dämonen, das Gebet und die geistliche Welt. Das Buch hat dort den Glauben an Dämonen und Geister verstärkt, und gleichzeitig das Interesse am Thema geistliche Kampfführung vergrößert. In diesem Buch wird nämlich der Kampf um die Kontrolle über Bürger einer Stadt beschrieben, wobei übrigens auch Kirchenvertreter den Dämonen erliegen.
Das Buch erzielte recht beachtliche Verkaufserfolge und verkaufte sich weltweit mit über 2,5 Millionen Exemplaren. Es stand nach seiner Veröffentlichung über 150 Wochen lang auf der CBA-Top-Ten-Bestseller-Liste. 
Der Titel des Buches geht auf (Eph 6,12 ) zurück: „Denn wir haben nicht mit Fleisch und Blut zu kämpfen, sondern mit  Mächtigen und Gewaltigen, nämlich mit den Herren der Welt, die in dieser Finsternis herrschen, mit den bösen Geistern unter dem Himmel.“ (Dies Bibelzitat ist im Roman auch der ersten Seite vorangestellt)

## Inhaltsangabe
Die Finsternis dieser Welt spielt in der kleinen College-Stadt Ashton. Bernice Kreuger, Reporterin der Ashtoner Regionalzeitung „Clarion“, wird fälschlich verhaftet wegen Prostitution, nachdem sie Foto-Aufnahmen beim jährlichen Sommerfest gemacht hatte. Als sie am folgenden Tag entlassen wird, entdeckt sie, dass der Film in ihrer Kamera zerstört wurde.
Marshall Hogan, Eigentümer und Herausgeber des „Clarion“, geht zur Polizeistation und konfrontiert Alf Brummel, den Polizeichef, mit diesem Vorfall. Brummel bestreitet jedes Fehlverhalten der Polizei und besteht darauf, dass alles ein Irrtum wäre. Alf Brummel rät Marshall Hogan, die Sache zu vergessen. Hogan ignoriert dies und beginnt eine Untersuchung.
Im Verlauf dieser Untersuchung erkennen Marshall und Bernice, dass sie auf etwas viel Größeres gestoßen sind, als sie gedacht hatten. Sie decken langsam, aber sicher ein Komplott auf: Die Universal Consciousness Society, eine New-Age-Gesellschaft will die Kontrolle über die Stadt übernehmen, indem sie zuerst die örtlichen Highschool aufkauft. Als die New-Age-Gesellschaft erkennt, dass der „Clarion“-Herausgeber schon zu viel herausgefunden hat, übernehmen sie den „Clarion“ und beschuldigen Marshall fälschlich des Mordes, des Ehebruchs, und belästigen seine Tochter, die das College besucht. Marshall und Bernice versuchen verzweifelt, den Einfluss der New-Age-Gesellschaft einzudämmen, aber sie werden verhaftet und ins Gefängnis gebracht. Bernice flüchtet, um Hilfe zu holen. 
Inzwischen entdeckt Hank Busche, der Pfarrer der kleinen Ashton Community Kirchengemeinde, dass es sehr viele Dämonen in der Stadt gibt, und fragt sich, warum diese wohl alle gerade hier versammelt sind. Als er dann diese Dämonen zu sehr stört, bewirkt die New-Age-Gesellschaft seine Verhaftung wegen angeblicher Vergewaltigung.
Hank und Marshall treffen sich im Gefängnis. Sie vergleichen ihre Geschichten und können endlich die Teile des Puzzles zusammenzusetzen.
Neben diesem „irdischen“ Geschehen wird im Buch immer auch die Geschichte auf der Ebene von Dämonen und Engeln erzählt. 
Währenddessen sucht Bernice Kontakt und findet Hilfe bei Justizministerium, Generalstaatsanwalt und FBI. Als Alf Brummel von den falschen Beschuldigungen erfährt, werden Hank und Marshall freigelassen. Das Oberhaupt der Omni Corporation wird verhaftet und die Dämonen werden vernichtet.

## Kritik
Der Roman wird sowohl literarisch als auch theologisch kritisiert. Mehrere Rezensenten, u. a. Irving Hexham und James R. Lewis, meinen, dass der Roman eher in das Genre Schauergeschichten passen würde. Andere Kritiker, wie Steve Rabey und Michael Maudlin schätzen zwar einerseits die komplexe mehrschichtige Handlung des Romans, stellen allerdings auch ein zu einfaches Gut-Böse-Schema bei den Figuren fest. Weitere Kritikpunkte sind redundante Passagen, gestelzte Dialoge und schlechte Grammatik.
Theologische Kritik (A. Scott Moreau, Paul Hiebert) wird am dualistischen Weltbild geübt, das eher an die zoroastrische Religion erinnere. Außerdem sei die Darstellung der Engel-Dämonen-Kämpfe und der geistlichen Kampfführung von animistischen Vorstellungen beeinflusst. 
Ross Clifford und Philip S. Johnson stellen fest, dass die Verschwörungstheorie im Roman auf der in christlichen Kreisen verbreiteten negativen Darstellung von New Age beruht. 
J. Lanier Burns entsprechend schwächt der Roman die persönliche Verantwortung für Böses und Sünde ab; ebenso wird darin die völlige Souveränität Gottes verneint.

## Wirkung
Wie der Religionswissenschaftler Paul Bramadat schreibt, haben Perettis Bücher großen Einfluss auf die Spiritualität junger Evangelikaler. Diese Romane machen offen für „geistliche Kampfführung“ und führen dazu, dass Ereignisse und Erlebnisse aus dieser Sicht beschrieben werden. 
Ein „Ashton“ genanntes Stück (nach dem Namen der Stadt im Roman), auf dem Album i 2 (EYE) von Michael W. Smith wurde inspiriert von diesem Buch.

## Fortsetzung
Piercing the Darkness
Deutscher Titel: Licht in der Finsternis, erschienen 1988, ist eine Fortsetzung zu Frank E. Peretti Roman This Present Darkness. Das Buch enthält viele der im gegenwärtigen charismatischen Christentum verbreitete Ansichten über Engel, Dämonen, das Gebet und die geistliche Welt. Piercing the Darkness gewann den ECPA Gold Medallion Book Award für die beste Fantasy-Geschichte im Jahr 1990. Auch dieses Buch hat den Glauben an Dämonen und Geister, und ebenso das Interesse an „geistlicher Kampfführung“ verstärkt.